# Waldemar Wiązowski
Waldemar Bogdan Wiązowski (Pionki; 25 de Dezembro de 1944 — ) é um político da Polónia. Ele foi eleito para a Sejm em 25 de Setembro de 2005 com 9751 votos em 2 no distrito de Wałbrzych, candidato pelas listas do partido Prawo i Sprawiedliwość.
Ele também foi membro da Sejm 1997-2001.